# CHC (banda)
CHC (Congregación de Hermanos Contemplativos) fue un grupo de música pop y de hip-hop chileno fundado en Santiago en 2001 y activo hasta 2010, periodo en el que publicó tres álbumes oficiales, además de participar en algunos álbumes colectivos.
En abril de 2008, su último disco La cosa (2007) fue situado por la edición chilena de la revista Rolling Stone en el 35.º lugar entre los 50 mejores discos chilenos de todos los tiempos.
El estilo de la banda se autodefinía como «hippy-hop», y entre sus miembros se encontraban Sebastián Silva, director de cine y guionista que ha destacado por películas como La nana (2009), así como Pedro Subercaseaux, que se dedicó a una carrera como cantautor y es más conocido por su alias Pedropiedra.
La banda toma un receso indefinido; todos sus integrantes se hallaban en otros proyectos. La última presentación que ofreció CHC fue el 13 de enero de 2010, en una tocata nocturna en el Centro Cultural Amanda. Desde la fecha, no se han concretado planes para volver.

## Integrantes
- Joven (Sebastián Silva): voz, guitarras y coros (2001-2010)
- Palabra (Gabriel Díaz): voz, teclados y coros (2001-2010)
- Piedra (Pedro Subercaseaux): voz, guitarra, batería y programación (2001-2010)[5]
- Nea (Andrea Ducci): voz y batería (2004-2010)[5]
- Jorge Delaselva (Jorge del Campo): guitarra y coros (2004-2010)[5]
- Roberto Chicho Espinoza: bajo (2004-2010)[5]
- Dj Caso: scratch (2007-2010)[6]
- Diego Hirane: bajo (2001-2004)
- María Perlita: coros (2001-2003)

## Discografía
Álbumes de estudio
- 2003 - Bastante real
- 2004 - What it is es lo que es
- 2007 - La cosa

Colectivos
- 2006 - Disconectar

## Bandas sonoras
En radio:
- La canción «Lugar genial» forma parte de la música institucional de la sección de Radio Uno: "Uno al día" con Lorena Capetillo.

En comerciales:
- La canción «Gente» formó parte de los comerciales de Entel Pcs durante 2007.

En películas:
- La canción «Silencio» aparece en la película chilena Sábado, una película en tiempo real.[7]
- La canción «Me inspira» aparece en la película chilena La sagrada familia.[8]
- La canción «Pelos» aparece en la película chilena Joven y alocada.[9]